# Jerónimo Doménech
Juan Jerónimo Doménech (Valencia, 1516 – Valencia, 20 ottobre 1592) è stato un gesuita spagnolo.

## Biografia
Figlio di un farmacista, aveva studiato a Parigi ed era prete e canonico cattedrale a Valencia: recandosi a Roma per conto di suo padre, nel 1538 conobbe a Bologna Francesco Saverio e si mise sotto la sua direzione spirituale; tornando da Roma, si fermò a Parma, presso Diego Laínez e Pierre Favre, e fece gli esercizi spirituali.
Superata l'opposizione dei parenti, il 24 settembre 1539 entrò nella comunità di Parma della Compagnia di Gesù: nel 1540 Ignazio di Loyola lo chiamò a Roma e lo inviò a Parigi perché vi completasse la sua formazione. Curò la fondazione del collegio di Lovanio. Tornò a Roma nel 1543 e nel 1546 venne inviato a stabilire un nuovo collegio a Bologna.
Si stabilì a Palermo nel 1547 e divenne confessore del viceré di Sicilia Juan de Vega. Si occupò della fondazione dei collegi di Messina (il primo in Italia dove i gesuiti impartivano anche l'insegnamento) e di Palermo e fu più volte, tra il 1553 e il 1576, preposito provinciale di Sicilia.
Dal 1568 al 1571 fu rettore del Collegio Romano. Nel 1577 tornò a Valencia come rettore del locale collegio e preposito della casa professa. Nel 1581 partecipò alla IV congregazione generale dell'ordine come rappresentante del provinciale d'Aragona.
Alla sua morte, nel 1592, era il più membro antico della Compagnia di Gesù.